# Giao lộ 88
Giao lộ 88 (Tiếng Hàn: 88 분기점, Tiếng Anh: 88 Junction) còn được gọi là 88JC là giao lộ nơi Đường cao tốc Pyeongtaek–Paju và Đường cao tốc Sân bay Quốc tế Incheon gặp nhau tại Banghwa 3-dong, Gangseo-gu, Seoul. Nó cũng được kết nối với Banghwa-daero và Olympic-daero.

## Lịch sử
- 26 tháng 4 năm 1995: Thông báo Banghwa-dong, Gangseo-gu là nơi xây dựng Giao lộ 88 trong quảng trường giao thông của các cơ sở quy hoạch đô thị ở Seoul để xây dựng đường cao tốc sân bay mới trong khu vực đô thị[1]
- 21 tháng 11 năm 2000: Hoạt động bắt đầu với việc khai trương Đường cao tốc Sân bay Quốc tế Incheon[2]
- 20 tháng 2 năm 2018: Thay đổi khu vực xung quanh giao lộ để thiết lập nút giao cho Đường cao tốc Gwangmyeong Seoul[3]

## Thông tin cấu trúc
- Vị trí: Banghwa 3-dong, Gangseo-gu, Seoul

## Kết nối các tuyến đường

### HướngPaju・Goyang
- Đường cao tốc Pyeongtaek–Paju, Đường cao tốc Sân bay Quốc tế Incheon (Số 8) (Đoạn đi trùng)

### HướngSân bay Quốc tế Incheon
- Đường cao tốc Sân bay Quốc tế Incheon (Số 8)

### HướngGangseo・Gangdong
- Tuyến đường thành phố Seoul số 88 (Olympic-daero)

### HướngGangseo
- Banghwa-daero